# Le Plateau, Gatineau
Le Plateau är en stadsdel i Gatineau i provinsen Québec i Kanada. Den ligger i regionen Outaouais, i den sydöstra delen av landet, 7 km väster om centrala Ottawa.